# ローラーコースタータイクーン
ローラーコースタータイクーン(RollerCoaster Tycoon)は遊園地経営シミュレーションゲーム。または、そのシリーズ名。一般的に、頭文字を取って「RCT」と略されている（世界共通）。「タイクーン」系列の経営ゲームの中でも特に人気が高い。Windows、MacOS、SteamOSなどのPCに限らず、Xbox、PlayStation 4、Nintendo Switch、ニンテンドー3DSなどのコンシューマーゲーム、iOS、Android、Kindleなどの携帯デバイスにおいても幅広く発売された。内容はどれもローラーコースター（ジェットコースター）を中心とした遊園地経営ゲームである。

## 沿革
- 1999年 - Micro Proseより、「RollerCoaster Tycoon」をリリース。
- 2002年 - Infogramesより、「RollerCoaster Tycoon」のゲームエンジンはそのまま、シナリオ・施設等を強化した「RollerCoaster Tycoon 2」をリリース。
- 2004年 - Atariより、「RollerCoaster Tycoon3」をリリース。
- 2005年 - 開発の第一線から退いたクリス・ソイヤーが、Atari社に対し、シリーズのロイヤリティー支払いの不足分480万ドルを請求する訴訟を起こした[1]。2008年に両者が示談で合意したが[2]、それまでの間、シリーズの開発・販売が停滞する。
- 2012年 - AtariとN-Spaceにより、ニンテンドー3DS版「RollerCoaster Tycoon 3D」をリリース。
- 2014年 - Atariより、スマートフォン・タブレット版「RollerCoaster Tycoon 4 Mobile」をリリース。
- 2016年 - Atariより、12年ぶりのPC版である「RollerCoaster Tycoon WORLD」をリリース。
- 2016年 - Atariより、「RollerCoaster Tycoon」と「RollerCoaster Tycoon 2」をリメイクした「RollerCoaster Tycoon Classic」をiOS・Android・Windows向けにリリース。クリス・ソイヤーも開発に携わっている[3]。
- 2017年 - Atariより、スマートフォン・タブレット版「RollerCoaster Tycoon TOUCH」をリリース。
- 2018年 - Atariより、PlayStation 4版「RollerCoaster Tycoon JOYRIDE」をリリース。
- 2019年 - Atariより、Nintendo Switch、Windows版「RollerCoaster Tycoon ADVENTURES」をリリース。

## シリーズ一覧
RollerCoaster Tycoon (Windows版)
1999年10月リリース。クリス・ソイヤー率いる製作チームが開発した。販売元はMicro Prose。遊園地園内にプレイヤーが自由にローラーコースターを敷設出来る上、当時としては視覚的に優れていた点が高く評価され、世界で700万本以上を売り上げた大ヒット作となる。
借金のリスクが少ない・普通にプレーすれば入場料金が年月に比例して高くなるなど経営ゲームとしての難度は低く、各マップ毎の攻略方法にも、それほど個性は無い。どちらかと言えば、経営よりコースターの建設そのものを楽しむ事がプレイの中心となる。プレイ画面は、軸測投影であり、ビットマップグラフィックス的な表現となっている。
日本語版は2001年10月25日に、キッズステーション(メディアクエスト)やエレクトロニック・アーツから発売された。2003年頃にサイバーフロントからも安価版として発売された。
RollerCoaster Tycoon 2 (Windows版)
2002年リリース。開発には、クリス・ソイヤーの他に、Infogrames社のチームが加わっている。販売元はInfogrames。「RollerCoaster Tycoon」のゲームエンジンはそのまま、シナリオ・施設等を強化した。
日本語版は2003年7月25日に、メディアカイトやアタリジャパンから発売された。
RollerCoaster Tycoon (Xbox版)
2003年3月リリース。販売元はインフォグラム。「RollerCoaster Tycoon（1作目）」の移植版。
RollerCoaster Tycoon 3 (Windows版)
2004年リリース。クリス・ソイヤーは開発の第一線から退き、開発元はFrontier Developments社となった。販売元はAtari。ゲーム内容のすべての要素が一新された。ゲームエンジンも完全に新規設計され、グラフィックが3DCG化されている。本作では、従来からのコースター設計に加え、自分の設計したコースターやパークを主観視点から、楽しむ事も出来るようになっている。世界で1000万本以上を売り上げた大ヒット作となる。
日本語版は2005年3月25日に、アタリジャパンから発売された。
RollerCoaster Tycoon 3D (ニンテンドー3DS版)
2012年リリース。販売元はAtariとN-Space。現在は販売終了。
RollerCoaster Tycoon 4 Mobile (iOS・Android・Kindle版)
2014年リリース。発売元はAtari。14か国語に対応しており、日本語も対応している。アイテム課金方式で、ゲーム自体は無償。
RollerCoaster Tycoon WORLD (Windows・SteamOS版)
2016年3月30日リリース。発売元はRCTO Productions・Atari。開発元はNvizzio Creations社。15か国語に対応しており、日本語も対応している。Frontier Developments社は開発から退き、テーマパーク建設シミュレーションゲーム「Planet Coaster」を自社で発売している。
RollerCoaster Tycoon CLASSIC (Windows・iOS・Android・Kindle版)
2016年12月22日リリース。発売元はAtari。開発元はOrigin8社。「RollerCoaster Tycoon」と「RollerCoaster Tycoon 2」をリメイクした。クリス・ソイヤーも開発に携わっている。
RollerCoaster Tycoon JOYRIDE (PlayStation 4版)
2018年リリース。発売元はAtari。開発元はNvizzio Creations社。
RollerCoaster Tycoon ADVENTURES (Windows・Nintendo Switch版)
2019年3月10日リリース。発売元はAtari。開発元はNvizzio Creations社。